# Associazione Calcio Savoia 1908 1981-1982
Questa voce raccoglie le informazioni riguardanti il Savoia nelle competizioni ufficiali della stagione 1981-1982.

## Stagione
La stagione 1981-1982 fu la 60ª stagione sportiva del Savoia.
Serie C2 1981-1982: 16º posto

## Divise e sponsor
| Casa | 1ª portiere | 2ª portiere |

## Organigramma societario
Area direttiva
- Presidente:  Franco Immobile
- Vice presidente: Pasquale Gallo

Area organizzativa
- Segretario generale: Giuseppe Sasso

Area tecnica
- Direttore Sportivo: Ercole Castaldo
- Allenatore:  Mario Trebbi poi
 Ciro Scognamiglio dalla 20^

## Rosa
| N. |                   | Ruolo | Calciatore                 |
| -- | ----------------- | ----- | -------------------------- |
|    | Italia (bandiera) | P     | Giuseppe Avagliano         |
|    | Italia (bandiera) | P     | Mario Sulli                |
|    | Italia (bandiera) | D     | Antonio Bellopede          |
|    | Italia (bandiera) | D     | Giuseppe Cafaro (capitano) |
|    | Italia (bandiera) | D     | Carlo Cimicata             |
|    | Italia (bandiera) | D     | Danilo Pierini             |
|    | Italia (bandiera) | D     | Giuseppe Puma              |
|    | Italia (bandiera) | D     | Francesco Scuteri          |
|    | Italia (bandiera) | C     | Alessandro Ceccaroni       |
|    | Italia (bandiera) | C     | Roberto Culotti            |
|    | Italia (bandiera) | C     | Maurizio Puglisi           |

| N. |                   | Ruolo | Calciatore           |
| -- | ----------------- | ----- | -------------------- |
|    | Italia (bandiera) | A     | Giovanni Bacchiocchi |
|    | Italia (bandiera) | A     | Elvio Di Stefano     |
|    | Italia (bandiera) | A     | Giovanni Fontanella  |
|    | Italia (bandiera) | A     | Federico Margiotta   |
|    | Italia (bandiera) | A     | Amedeo Monaldo       |
|    | Italia (bandiera) | A     | Antonio Pepe         |
|    | Italia (bandiera) | A     | Bartolo Qualano      |
|    | Italia (bandiera) |       | Alessandro Dati      |
|    | Italia (bandiera) |       | Rosario Facciorusso  |
|    | Italia (bandiera) |       | Giovanni Schettino   |

## Calciomercato
| Acquisti | Acquisti           | Acquisti | Acquisti   |
| R.       | Nome               | da       | Modalità   |
| -------- | ------------------ | -------- | ---------- |
| P        | Giuseppe Avagliano | Ragusa   | definitivo |

| Cessioni | Cessioni             | Cessioni | Cessioni         |
| R.       | Nome                 | a        | Modalità         |
| -------- | -------------------- | -------- | ---------------- |
| A        | Giovanni Bacchiocchi | Frattese | prestito oneroso |

## Risultati

### Campionato

#### Girone di andata
| 20 settembre 1981 1ª giornata | Modica | 0 – 1 | Savoia |  |

| 27 settembre 1981 2ª giornata | Savoia | 0 – 0 | Alcamo |  |

| 4 ottobre 1981 3ª giornata | Sorrento | 1 – 0 | Savoia |  |

| 11 ottobre 1981 4ª giornata | Savoia | 2 – 3 | Turris |  |

| 18 ottobre 1981 5ª giornata | Monopoli | 1 – 3 | Savoia |  |

| 25 ottobre 1981 6ª giornata | Savoia | 0 – 0 | Cosenza |  |

| 1º novembre 1981 7ª giornata | Martina | 1 – 0 | Savoia |  |

| 8 novembre 1981 8ª giornata | Savoia | 0 – 0 | Squinzano |  |

| 15 novembre 1981 9ª giornata | Siracusa | 3 – 0 | Savoia |  |

| 22 novembre 1981 10ª giornata | Savoia | 1 – 0 | Ercolanese |  |

| 29 novembre 1981 11ª giornata | Akragas | 1 – 0 | Savoia |  |

| 6 dicembre 1981 12ª giornata | Brindisi | 1 – 1 | Savoia |  |

| 13 dicembre 1981 13ª giornata | Savoia | 1 – 0 | Matera |  |

| 20 dicembre 1981 14ª giornata | Barletta | 2 – 1 | Savoia |  |

| 3 gennaio 1982 15ª giornata | Savoia | 4 – 0 | Potenza |  |

| 10 gennaio 1982 16ª giornata | Messina | 2 – 0 | Savoia |  |

| 17 gennaio 1982 17ª giornata | Savoia | 0 – 0 | Marsala |  |

#### Girone di ritorno
| 24 gennaio 1982 18ª giornata | Savoia | 1 – 0 | Modica |  |

| 31 gennaio 1982 19ª giornata | Alcamo | 3 – 1 | Savoia |  |

| 7 febbraio 1982 20ª giornata | Savoia | 1 – 0 | Sorrento |  |

| 14 febbraio 1982 21ª giornata | Turris | 1 – 1 | Savoia |  |

| 21 febbraio 1982 22ª giornata | Savoia | 2 – 0 | Monopoli |  |

| 28 febbraio 1982 23ª giornata | Cosenza | 1 – 0 | Savoia |  |

| 7 marzo 1982 24ª giornata | Savoia | 1 – 0 | Martina |  |

| 21 marzo 1982 25ª giornata | Squinzano | 1 – 1 | Savoia |  |

| 28 marzo 1982 26ª giornata | Savoia | 1 – 1 | Siracusa |  |

| 4 aprile 1982 27ª giornata | Ercolanese | 0 – 0 | Savoia |  |

| 18 aprile 1982 28ª giornata | Savoia | 2 – 0 | Akragas |  |

| 25 aprile 1982 29ª giornata | Savoia | 0 – 1 | Brindisi |  |

| 2 maggio 1982 30ª giornata | Matera | 2 – 0 | Savoia |  |

| 9 maggio 1982 31ª giornata | Savoia | 1 – 0 | Barletta |  |

| 16 maggio 1982 32ª giornata | Potenza | 1 – 0 | Savoia |  |

| 23 maggio 1982 33ª giornata | Savoia | 1 – 1 | Messina |  |

| 30 maggio 1982 34ª giornata | Marsala | 3 – 1 | Savoia |  |